# Іван Володимирович
Іван IV Володимирович (рос. Иван Владимирович; бл. 1370 —бл. 1430) — великий князь рязанський у 1408—1409 роках, пронський князь.

## Життєпис
Старший син Володимира Дмитровича, великого князя рязанського. народився близько 1370 року. 1372 року помирає батько. Іван з молодшим братом Федором перебирається до Проннська, де князював стрийко Данило Дмитрович. Після смерті останнього десь у 1390-х роках успадкував Пронське князівство.
1401 року долучився до рязанського війська, яке допомагало Юрію Святославичу відвоювати Смоленську у литовців. 1402 року долучився до мирного договору між новим великим князем рязанським Федором Олеговичем і Василем I Дмитровичем, великим князем московським. Один з пунктів угоди закріпив добросусідські взаємини між пронським і рязанським князями. разом з цим отримав фактично самостійній статус.
1408 року рушив до нового хана Пулада, від якого отримав ярлик на Проннське князівство. Також Івану Володимировичу вдалося переконати хана надати йому ярлик на велике князівство рязанське. З ординським військом Іван вибив Федора Олеговича з Рязані, а потім завдав поразки в битві на річці Смядва московському війську, яке прибуло на допомогу Федору. Алеу 1409 році з невідомих причин Іван Володимирович замирився з останнім, добровільно поступившись владою в Рязанському князівстві.
Згодом зберігав мир з Федором Олеговичем, допомагаючи тому в 1411 і 1426 роках відбивати напади ординських загонів. 1428 році розпочав перемовини з великим князем Литовським Вітовтом щодо визнання зверхності останнього. Помер близько 1430 року.

## Родина
- Федір (д/н—до 1479), князь пронський
- Іван Нелюб
- Андрій Сухорук
- донька, дружина Івана, сина Василя I, великого князя Московського